# Мадонна с Младенцем и четырьмя святыми
«Мадонна с младенцем и четырьмя святыми», или «Мадонна с младенцем и святыми Иоанном Крестителем, Павлом, Марией Магдалиной и Иеронимом» — картина итальянского художника эпохи Высокого Возрождения Тициана Вечеллио из собрания Галереи старых мастеров в Дрездене. На картине изображены Богоматерь с Младенцем в окружении святых Иоанна Крестителя, Павла, Марии Магдалины и Иеронима. Относится к типу «Sacra Conversazione».
В прошлом картину приписывали разным художникам. Джованни Морелли был первым, кто атрибутировал её Тициану. Не сохранилось никаких документов, которые помогли бы датировать картину. Оценочная датировка основана исключительно на стилистическом сравнении со свободной композицией и насыщенными цветами «Вознесения Богородицы» Тициана.
По одной версии, картина находилась в собрании кардинала Доменико Гримани в Венеции, прежде чем попала в церковь Санта-Мария-деи-Серви в Венеции, а затем в семейную коллекцию Дома Эсте. В 1745 году большая часть коллекции Эсте была куплена герцогом Саксонским, и с тех пор хранится в Дрезденской галерее старых мастеров.